# ريتشارد تشارلز بلوم
ريتشارد تشارلز بلوم (بالإنجليزية: Richard C. Blum)‏ هو مصرفي الاستثمار ‏ أمريكي، ولد في 11 أكتوبر 1935 في سان فرانسيسكو في الولايات المتحدة.

## وصلات خارجية
- ريتشارد تشارلز بلوم على موقع إن إن دي بي (الإنجليزية)